# 松平直基
松平 直基（まつだいら なおもと）は、江戸時代前期の大名。越前勝山藩主、同国大野藩主、出羽山形藩主、播磨姫路藩主。官位は従四位下・侍従、大和守。結城松平家の祖。下総結城氏19代当主。

## 生涯
慶長9年（1604年）3月25日、結城秀康の五男として北庄城で誕生。母は品量院（三好氏）。兄に忠直、忠昌、直政、弟に直良がいる。
誕生時より越前国片粕で養祖父・結城晴朝に養育される。この頃、結城五郎八といった。
慶長12年（1607年）に結城家の家督を相続した。慶長19年（1614年）7月20日、晴朝が死去したため、その隠居料である5千石を相続する。元和元年（1615年）、越前国勝山で1万石を与えられる。同5年（1619年）、従五位下大和守となる。
元和9年（1623年）3月、長兄の越前北庄藩（福井藩）主忠直が叔父の江戸幕府2代将軍徳川秀忠との不仲から家督の座から隠退させられて豊後に配流（事実上の改易）、翌寛永元年（1624年）4月に幕府の命令で甥の仙千代（後の松平光長）と次兄忠昌が領地交換の形で越後高田藩と福井藩へ移封、福井藩の領地は減封・分割され、減封分は三兄直政と直基および弟の直良、若狭小浜藩主京極忠高、忠直の元附家老本多成重と共に分け与えられ、直政・直基・直良はそれぞれ越前大野藩5万石・越前勝山藩3万石・越前木本藩2万5000石を分与、忠高は敦賀郡2万2000石を分与、成重は越前丸岡藩4万8000石を与えられ独立した。
こうして同年6月8日に勝山藩主3万石となる。同年、菩提寺として品量山大蓮寺（日蓮宗）を建立した。同2年（1625年）には浄光院法栄寺（浄土宗）が建立された。寛永5年（1628年）に江戸城石垣造営課役を負担したが、負担増により領内の聖丸村で走者が続いたため、寛永12年（1635年）に定免3ツ8分とした。
寛永3年（1626年）8月19日、従四位下（大和守）となり、結城を改めて松平を名乗る。これは親藩・譜代としての扱い（結城氏の場合は外様扱いとなる）を受けるべくの対応で、名字こそ松平になったものの、家紋は結城家の結城巴、太閤桐から変えず、結城家の祭祀を継承した。長兄忠直より偏諱を受け、直基を名乗る。
寛永12年11月22日、越前大野城5万石に加増・移封された（大野藩）。2年前の寛永10年（1633年）に三兄直政が大野藩から信濃松本藩へ転封していたため、後を受けた形だった（勝山藩は弟の直良が木本藩から転封）。大野藩では領内の村や寺社の諸役免除に務めた。
正保元年（1644年）1月11日、山形城15万石（一説に10万石）に移る（山形藩）。同2年（1645年）12月30日、侍従に任じられる。山形藩の治世は4年だけだったが、領内の郷村支配のため郷村を18組に分けて大庄屋を1人ずつ任命する大庄屋制を採用したこと、キリシタンを厳しく取り締まったこと、寺社の保護を図ったことが挙げられる。
慶安元年（1648年）6月14日、姫路城に移る（姫路藩）。しかし同年8月15日、江戸で死去した。死因は熱病だったとされ、転封命令から2ヶ月しか経っていなかった。45歳。相模小田原の最乗寺に葬られた。法名は銕関了無号仏性院。
子の藤松丸（後の松平直矩）が家を継ぎ、慶安2年（1649年）6月9日、越後国村上城（村上藩）に移った。

## 系譜
- 正室：布連 - 本多富正娘
- 側室：堀氏
  - 松平直矩
- 養子
  - 女子：縁 - 本多昌長娘、内藤信良妻

## 墓所

### 書写山圓教寺
書写山圓教寺に直基の墓所がある。圓教寺の案内図などにある松平家廟所というのはこの墓所を指していると思われる。

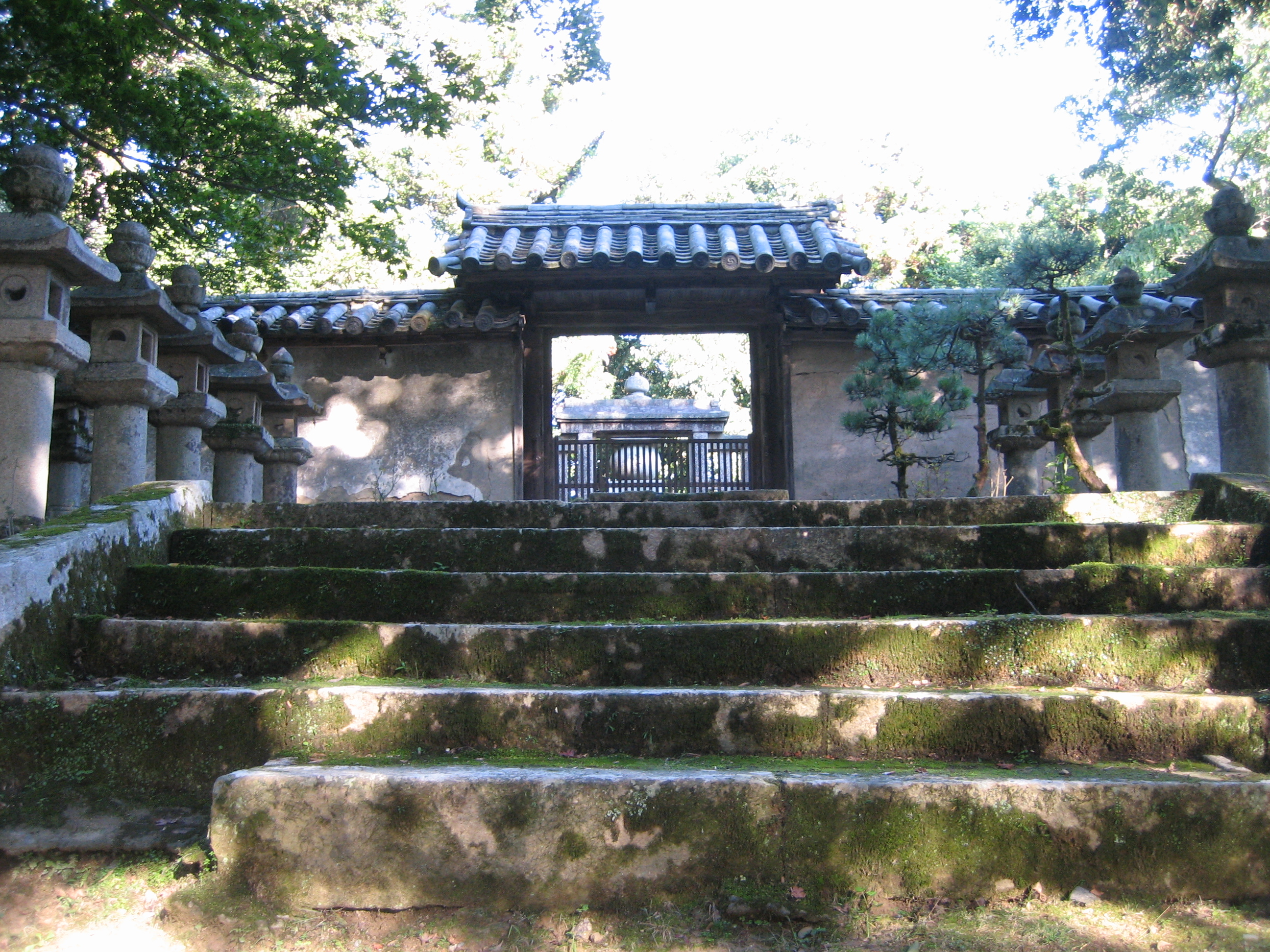
墓所の正面
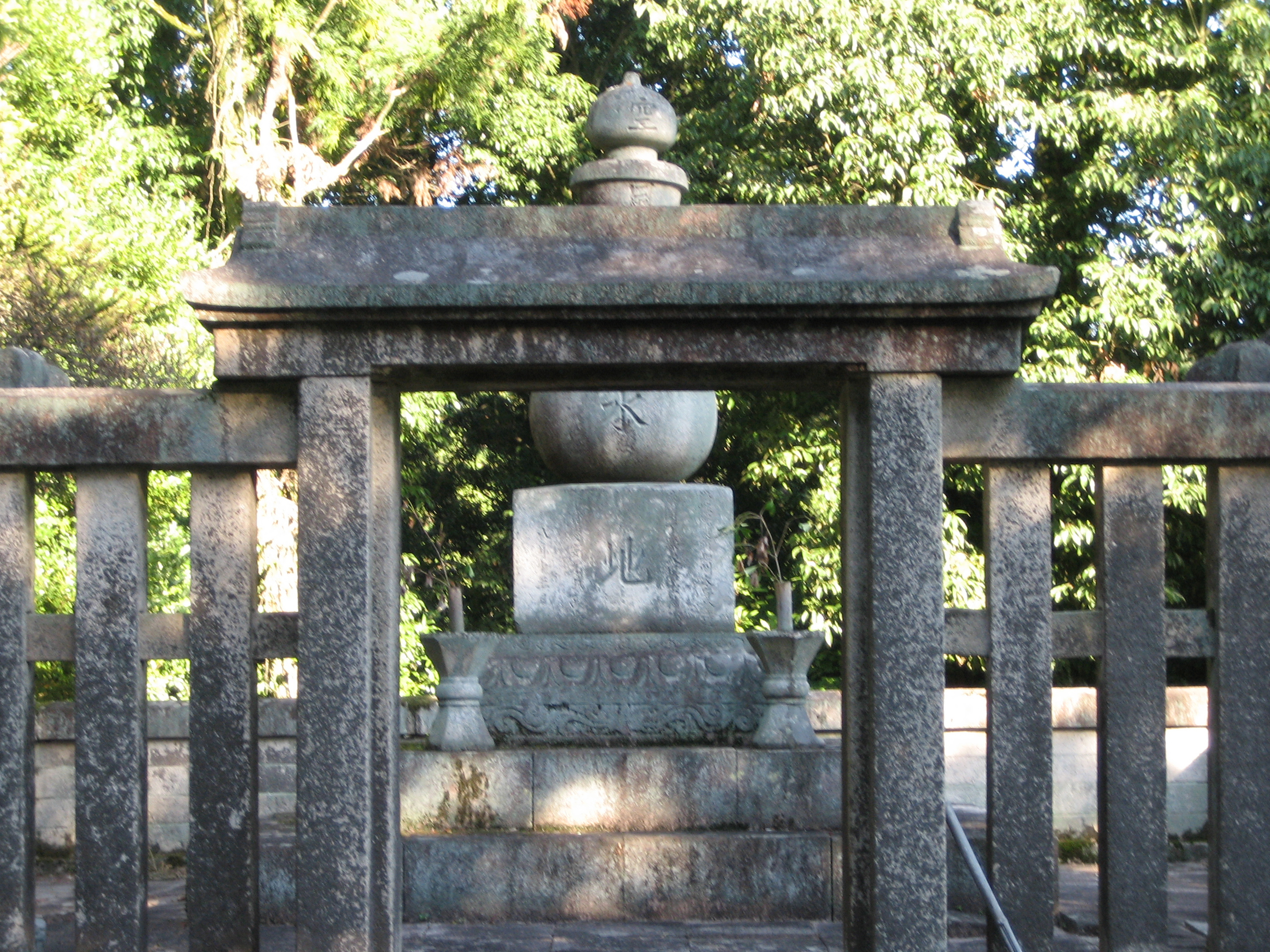
墓所内の五輪の塔
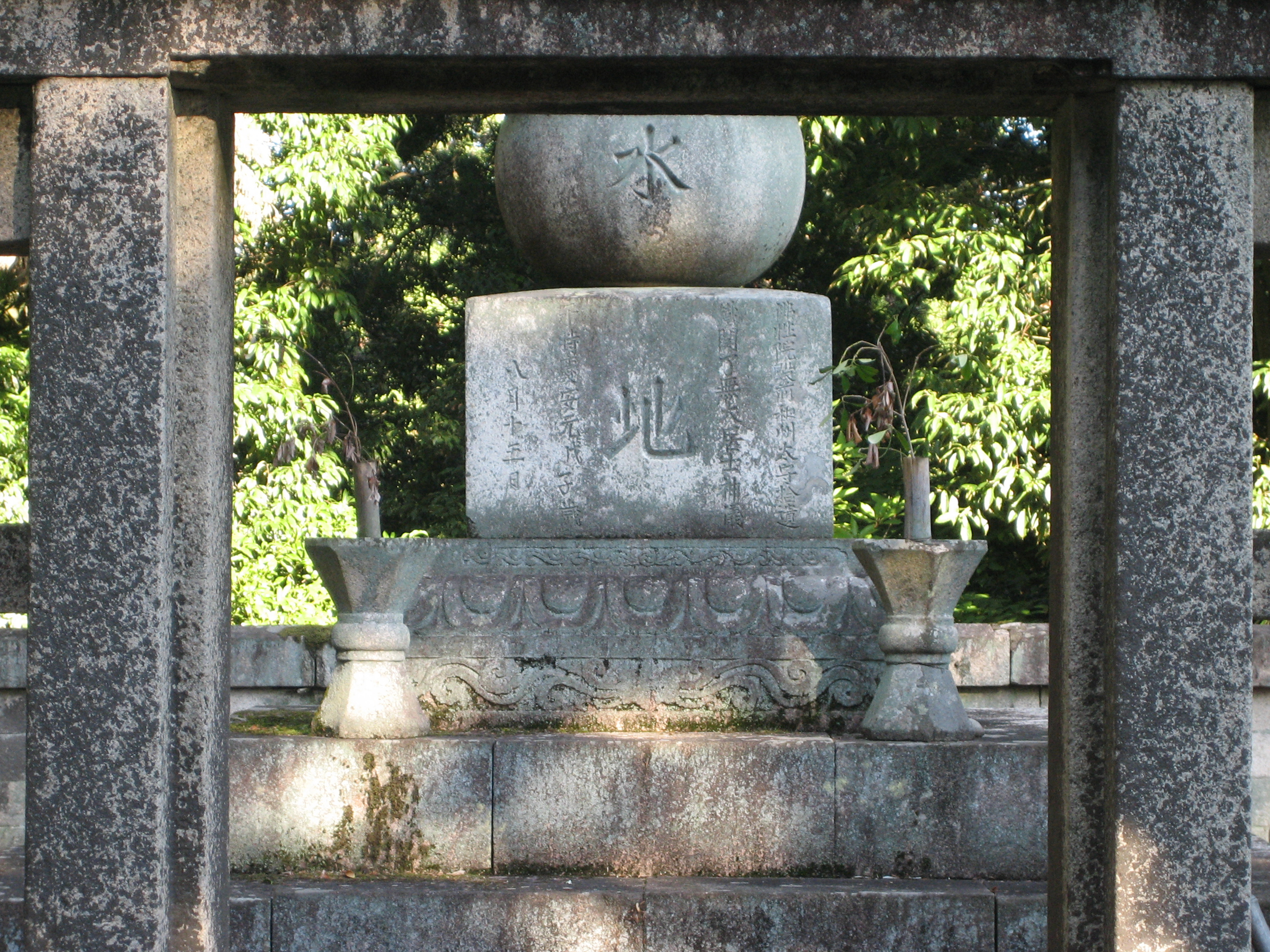
五輪の塔下部の戒名と没年月が刻まれた部分。
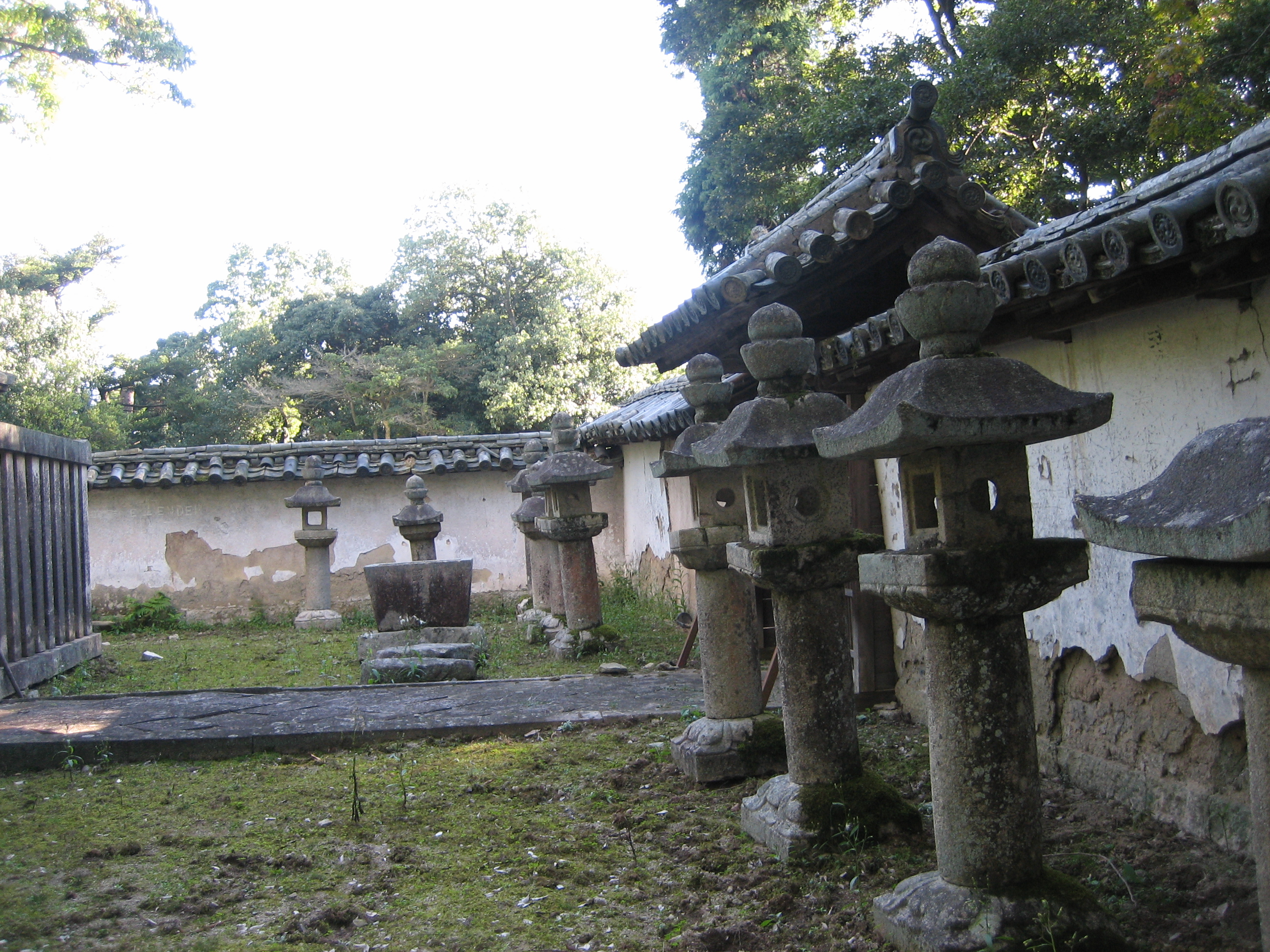
左側面から見た墓所内部の様子（入口側）。
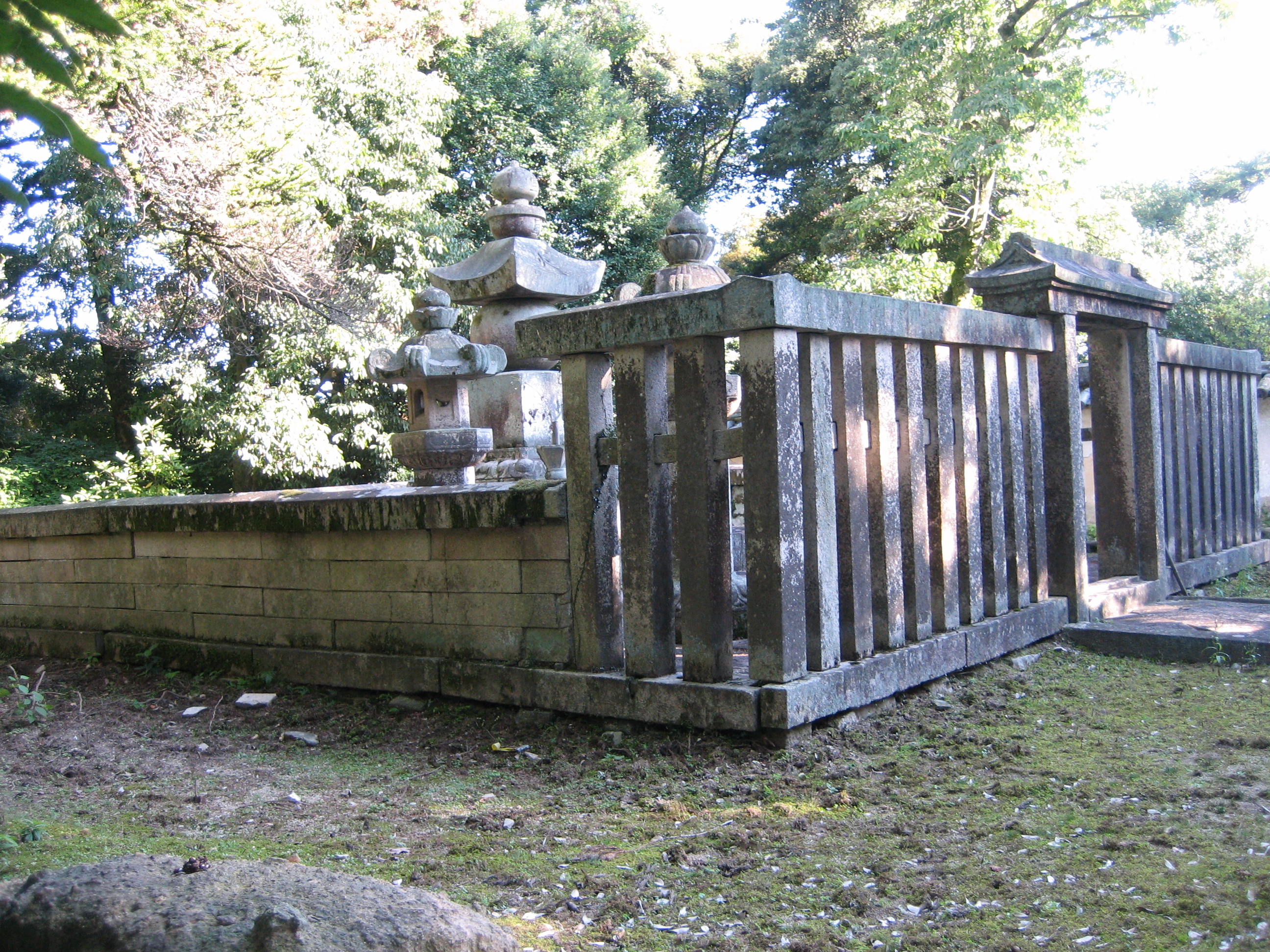
左側面から見た墓所内部の様子（五輪の塔）。
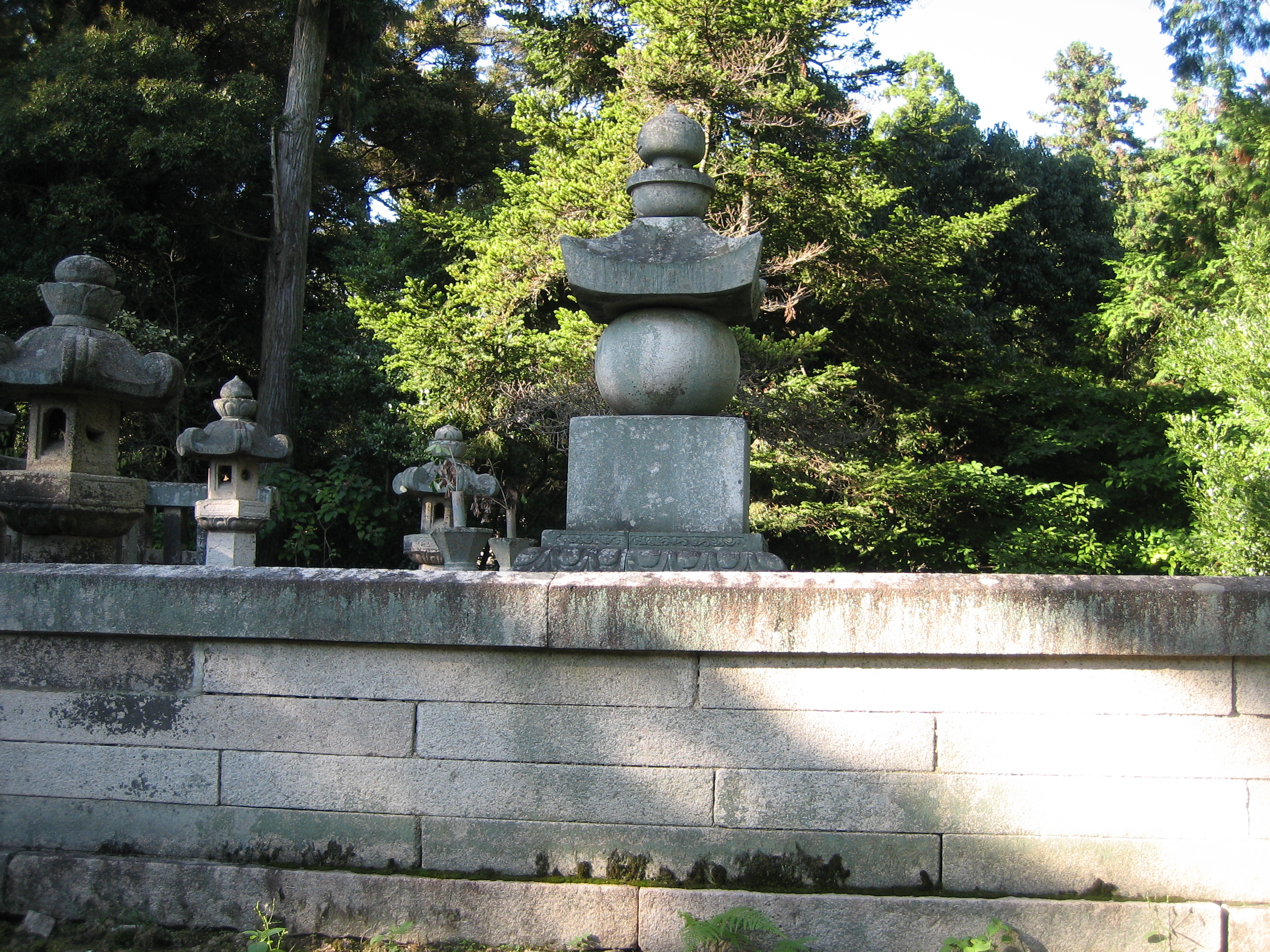
右側面から見た五輪の塔。
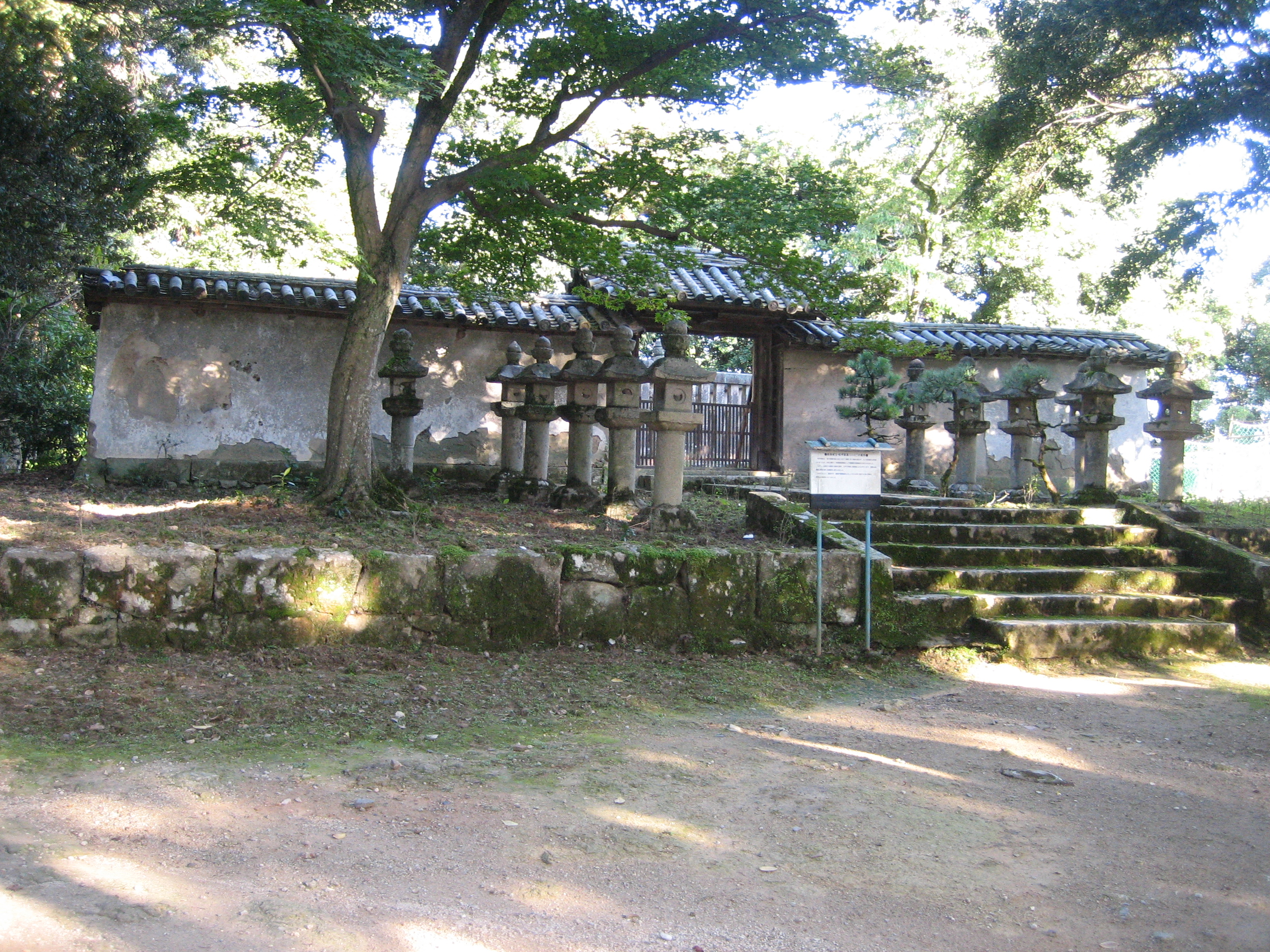
墓所の全景。